# Gurdići (Federacja Bośni i Hercegowiny)
Gurdići – wieś w Bośni i Hercegowinie, w Federacji Bośni i Hercegowiny, w kantonie zenicko-dobojskim, w gminie Olovo. W 2013 roku liczyła 108 mieszkańców, z czego większość stanowili Boszniacy.